# Le bonheur est pour demain (film, 2023)
Pour les articles homonymes, voir Le Bonheur est pour demain.
Pour plus de détails, voir Fiche technique et Distribution.
Le bonheur est pour demain est un film dramatique français réalisé par Brigitte Sy, sorti en 2023.

## Fiche technique
Sauf indication contraire, les informations mentionnées dans cette section peuvent être confirmées par les bases de données cinématographiques IMDb et Allociné,  présentes dans la section « Liens externes ».
- Titre original : Le bonheur est pour demain
- Réalisation : Brigitte Sy
- Scénario : Brigitte Sy, Christine Dory et Frédéric Serve
- Musique : Béatrice Thiriet
- Décors : Daniel Bevan
- Costumes : Maïra Ramedhan Levi
- Photographie : Frédéric Serve
- Son : Luc Meilland
- Montage : Julie Dupré
- Production : Alexandra Fechner
  - Coproduction : Alexandre Mattiussi
- Sociétés de production : Fechner Films
- Société de distribution : Paradis Films
- Budget :
- Pays de production :  France
- Langue originale : français
- Format :
- Genre : Drame
- Durée : 99 minutes
- Dates de sortie :
  - France : 
    - 23 août 2023 (Angoulême)
    - 31 janvier 2024 (en salles)

## Distribution
- Laetitia Casta : Sophie
- Damien Bonnard : Claude
- Béatrice Dalle : Lucie, la mère de Claude
- Guillaume Verdier : José
- Coralie Russier : Wendy
- Sarah Le Picard : Florence
- Karl Achard : Nicolas, le frère de Claude
- Malik Tadj : Malik

## Production
L'histoire est librement inspirée d'une histoire réelle, dont la protagoniste Sylvie est devenue Sophie. La réalisatrice est familière de l'univers carcéral, dans lequel elle est intervenue pour donner des cours de théâtre, et a elle-même été l'épouse d'un ex-détenu, ce qui avait l'inspiré L'innocent de son fils Louis Garrel.